# Леофвін (елдормен Мерсії)
Леофрік (давн-англ. Leofwine, д/н — бл. 1023) — елдормен Гвікке у 994—1023 роках, елдормен Мерсії у 1017—1023 роках.

## Життєпис
Походив зі знатного та впливового англосакського роду. Його предком був Елгельм, елдормен Мерсії. За різними відомостями син Ельфвіна, який був сином Ельфріка Кілда, елдормена Мерсії, і загинув 991 року; або онук Елфвіна, третього сина Елгельма.
Відзначився за панування короля Етельреда Безрадного, який 994 року призначив Леофріка елдорменом Гвікке. Невдовзі вступив у конфлікт з Елдвульфом, єпископом Вустеру, який вважав Леофвіна та його синів грабіжниками, що захопили церковну землю, але релігійні установи Східного Мідлендсу вважали їх благодійниками.
При Етельреді сфера управління Леофвіна була в Вустерширі та Глостерширі, але ці графства були передані данцям королем Канутом незабаром після того, як він отримав трон Англії у 1016 році. Втім Леофвін зберіг свій статус. 1017 року його було призначено елдорманом Мерсії (при цьому зберіг посаду елдормена Гвікке, втім номінально, оскільки фактично втратив підвладні землі). Але того ж року його старшого сина Нортмана було вбито за наказом короля.
Леофвін востаннє згадується в статутах у 1023 році, коли він був названий свідком і, ймовірно, невдовзі після цього помер.

## Родина
- Нортман (д/н—1017), лорд Твивелла
- Леофрік (д/н—1067), граф Мерсії
- Едвін (д/н—1039)
- Годвін (д/н—1045)